# Куюки (Малопургинський район)
Куюки́ (рос. Куюки, удм. Аксак починка) — присілок в Малопургинському районі Удмуртії, Росія.
Урбаноніми:
- вулиці — Відродження

## Населення
Населення — 20 осіб (2010; 8 в 2002).
Національний склад станом на 2002 рік:
- удмурти — 100 %